# Petar Grašo
Petar Grašo, född 19 mars 1976 i Split i Kroatien i SFR Jugoslavien, är en kroatisk popsångare och låtskrivare.
Grašo har skrivit låtar till och uppträtt tillsammans med framträdande artister från det forna Jugoslavien som Oliver Dragojević, Doris Dragović, Danijela Martinović, Tonči Huljić, Miran Rudan och Lepa Brena. Förutom i hemlandet Kroatien åtnjuter han också popularitet i Slovenien, Bosnien-Hercegovina, Serbien och Makedonien.
Grašo blev känd i samband med att Oliver Dragojević framförde hans första låt, Boginja, i den kroatiska uttagningen till Eurovision Song Contest 1995. Dragojević släppte samma år albumet ”Vrime”, som innehöll två låtar skrivna av Grašo. Även Doris Dragović album ”Baklje Ivanjske” innehöll en låt av Grašo (Da si tu). 1996 framförde han själv de egenskrivna låtarna Prosjak ljubavi och Trebam nekoga på Melodije hrvatskog Jadrana respektive Zadarfest. Han vann musiktävlingen Melodije hrvatskog Jadrana 1997 med låten Ne boli me och gav ut debutalbumet Mjesec iznad oblaka samma år.
Grašo har deltagit flera gånger i den kroatiska uttagningen till Eurovision Song Contest. Första gången var 1996, då han kom på sjunde plats med bidraget Otkada nije mi tu. Han deltog igen 1997 och kom på andra plats med bidraget Idi, endast nio poäng från vinnarna E.N.I.. Han kom igen på andra plats i 1999 års tävling med bidraget Ljubav jedne žene och på tredje plats 2001 med bidraget Ni mrvu sriće. Han återkom till tävlingen igen 2006 och kom på sjunde plats med bidraget Prokleto sam. Han var även en av låtskrivarna bakom Kroatiens bidrag, Neka mi ne svane, i Eurovision Song Contest 1998. Den framfördes av Danijela Martinović och kom på femte plats med 131 poäng.
Grašo vann första pris på Splitfestivalen 2003.

## Diskografi
- Mjesec iznad oblaka (1997)
- Utorak (1999)
- Šporke riči (2003)
- Best of Petar Grašo Uvertira 1995. - 2005. (2007)